# Kentan Facey
Kentan Facey (Trelawny, 14 luglio 1993) è un cestista giamaicano.

## Statistiche

### College
| Anno       | Squadra       | PG  | PT | MP   | TC%  | 3P%  | TL%  | RP  | AP  | PRP | SP  | PP  |
| ---------- | ------------- | --- | -- | ---- | ---- | ---- | ---- | --- | --- | --- | --- | --- |
| 2013-2014† | UConn Huskies | 24  | 0  | 5,1  | 48,1 | 66,7 | 66,7 | 1,7 | 0,2 | 0,1 | 0,3 | 1,4 |
| 2014-2015  | UConn Huskies | 31  | 22 | 21,5 | 54,3 | 100  | 72,4 | 5,2 | 0,4 | 0,2 | 0,4 | 4,4 |
| 2015-2016  | UConn Huskies | 35  | 5  | 12,7 | 57,3 | -    | 65,2 | 3,6 | 0,3 | 0,2 | 0,9 | 3,1 |
| 2016-2017  | UConn Huskies | 33  | 28 | 28,5 | 48,4 | 0,0  | 70,3 | 7,1 | 0,6 | 0,2 | 1,2 | 8,5 |
| Carriera   | Carriera      | 123 | 55 | 17,7 | 51,5 | 50,0 | 69,8 | 4,6 | 0,4 | 0,2 | 0,7 | 4,6 |

## Palmarès
- Campionato NCAA: 1

Connect. Huskies: 2014